# Birger Fält
Sven Birger Fält, född 12 augusti 1968 i Bollnäs, är en svensk idrottare, landslagsman i gång.
Birger Fält blev känd för svenska folket i samband med TV-programmet Kvitt eller dubbelt, där han hösten 1986 som 18-årig tävlade i ämnet Vasaloppet, och vann 48 000 svenska kronor.
Bland priserna ingick också erbjudandet att delta på dispens i Vasaloppet, åldergränsen var då 21 år, och han blev därmed den yngste som dittills fullföljt loppet. Åldersgränsen har senare sänkts till det år man fyller 19. Han har därefter åkt loppet flera gånger, och 2017 var 30:e gången. Birger Fält har utöver längdskidåkning även tävlat i gång, och i denna sport varit landslagsman, svensk representant vid Europamästerskap samt svensk mästare på distanserna 10 000 meter och 20 kilometer. Dessutom banmätare och efterfrågad som sådan.
Fält har vunnit Finnkampen två gånger, och medverkat sex gånger mellan 1997 och 2003, men han ställde även upp i 2023 års Finnkamp. Fält har även gått Ultravasan över tio gånger.

### Fotnoter
1. ↑  ”Resultat: Friidrotts-SM, Söderhamn 28‐30.7.23”. friidrottsstatistik.se. https://www.friidrottsstatistik.se/resultsswe.php?CID=13045848&Season=2023. Läst 7 september 2023.
2. ↑  ”Resultat: Friidrotts-SM, Karlstad 31.7‐3.8.25”. friidrottsstatistik.se. https://www.friidrottsstatistik.se/resultsswe.php?CID=13110713&Season=2025. Läst 1 augusti 2025.
3. ↑  ”Resultat: SM-JSM-USM-VSM Gång, Tibro 14.6.25”. friidrottsstatistik.se. https://www.friidrottsstatistik.se/resultsswe.php?CID=13107403&Season=2025. Läst 1 augusti 2025.
4. ↑  ”Resultat: ISM, Karlstad 16‐18.2.24 Inne”. friidrottsstatistik.se. https://www.friidrottsstatistik.se/resultsswe.php?CID=13055642&Season=2024. Läst 29 juni 2024.
5. ↑  ”Resultat: ISM, Växjö 21‐23.2.25 Inne”. friidrottsstatistik.se. https://www.friidrottsstatistik.se/resultsswe.php?CID=13089546&Season=2025. Läst 25 februari 2025.
6. ↑  Sveriges befolkning 2000, Version 1.03, Sveriges Släktforskarförbund: Fält, Sven Birger
7. ↑  ”DN gratulerar: Birger Fält, Vasaloppsexpert”. Dagens Nyheter. 11 augusti 2018. Arkiverad från originalet den 11 augusti 2018. https://web.archive.org/web/20180811040854/https://www.dn.se/familj/dn-gratulerar-birger-falt-vasaloppsexpert/. Läst 29 oktober 2021.
8. 1 2 3  Kenneth Olsson (1 april 2017). ”Jodå, det går framåt” (på svenska). Nya Wermlandstidningen. Arkiverad från originalet den 12 januari 2018. https://web.archive.org/web/20180112042543/https://nwt.se/sport/friidrott/2017/04/01/joda-det-gar-framat. Läst 11 januari 2018.
9. ↑  ”DN gratulerar: Birger Fält, Vasaloppsexpert”. Dagens nyheter. 11 augusti 2018. https://www.dn.se/familj/dn-gratulerar-birger-falt-vasaloppsexpert/. Läst 29 februari 2024.
10. ↑  ””Kvitt eller dubbelt" – så gick det för vinnarna”. Expressen. 19 november 2016. https://www.expressen.se/noje/kvitt-eller-dubbelt--sa-gick-det-for-vinnarna/. Läst 29 februari 2024.
11. ↑  ”SVT-experten tvingas tävla i Finnkampen: ”Jag ska inte vara här””. Expressen. 31 augusti 2023. https://www.expressen.se/sport/friidrott/svt-experten-tvingas-tavla-i-finnkampen-jag-ska-inte-vara-har/. Läst 29 februari 2024.
12. ↑  ”Två 50-plussare tar plats bredvid Karlström”. Aftonbladet. 1 september 2023. https://www.aftonbladet.se/sportbladet/a/kEzAka/finnkampen-tva-50-plussare-uttagna-i-sveriges-trupp. Läst 29 februari 2024.
13. ↑  ”55-årige Birger ska gå Finnkampen bredvid Perseus Karlström”. Svt sport. 2 september 2023. https://www.svt.se/sport/gang/55-arige-birger-ska-ga-finnkampen. Läst 29 februari 2024.
14. ↑  ”Birger tävlar i finnkampen – brist på unga gångare”. Sveriges radio. 2 september 2023. https://sverigesradio.se/artikel/birger-tavlar-i-finnkampen-brist-pa-unga-gangare. Läst 29 februari 2024.